# Lexus LS430

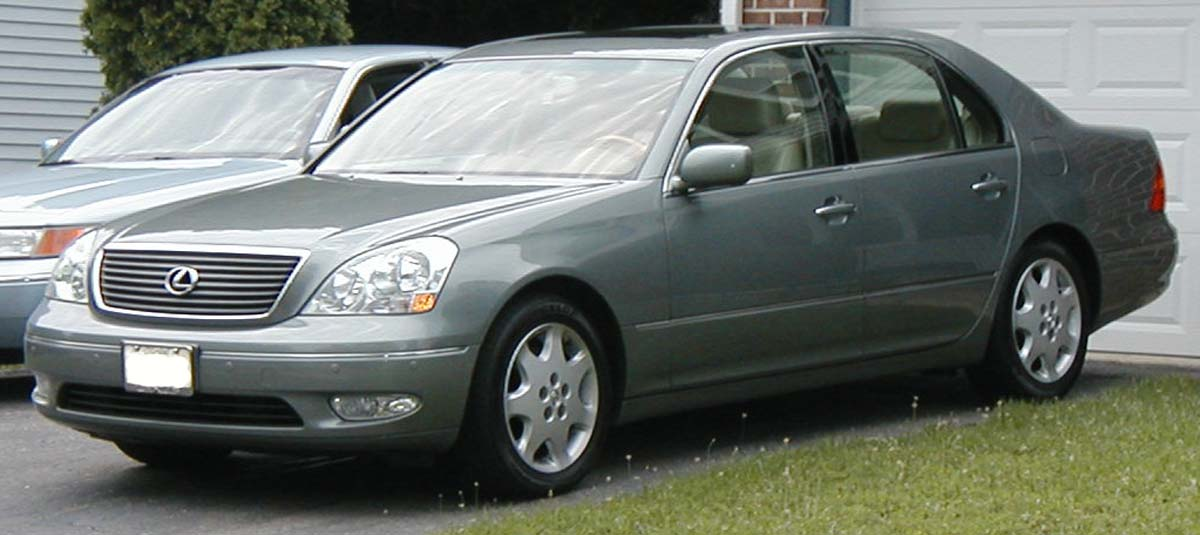
Lexus LS430

De LS430 was een luxe sedan, gemaakt door de Japanse Toyotadochter Lexus. Het was de derde generatie van de LS-reeks en werd gebouwd tussen 2001 en 2006. 
Leverbaar in Nederland en België: ES · LC · LS · NX · RX · RZ · UX

Alleen leverbaar buiten Nederland en België : CT · GX · IS · LM · LX · RC

Niet meer leverbaar: GS · HS · LFA · SC